# 卡爾霍赫科格爾山

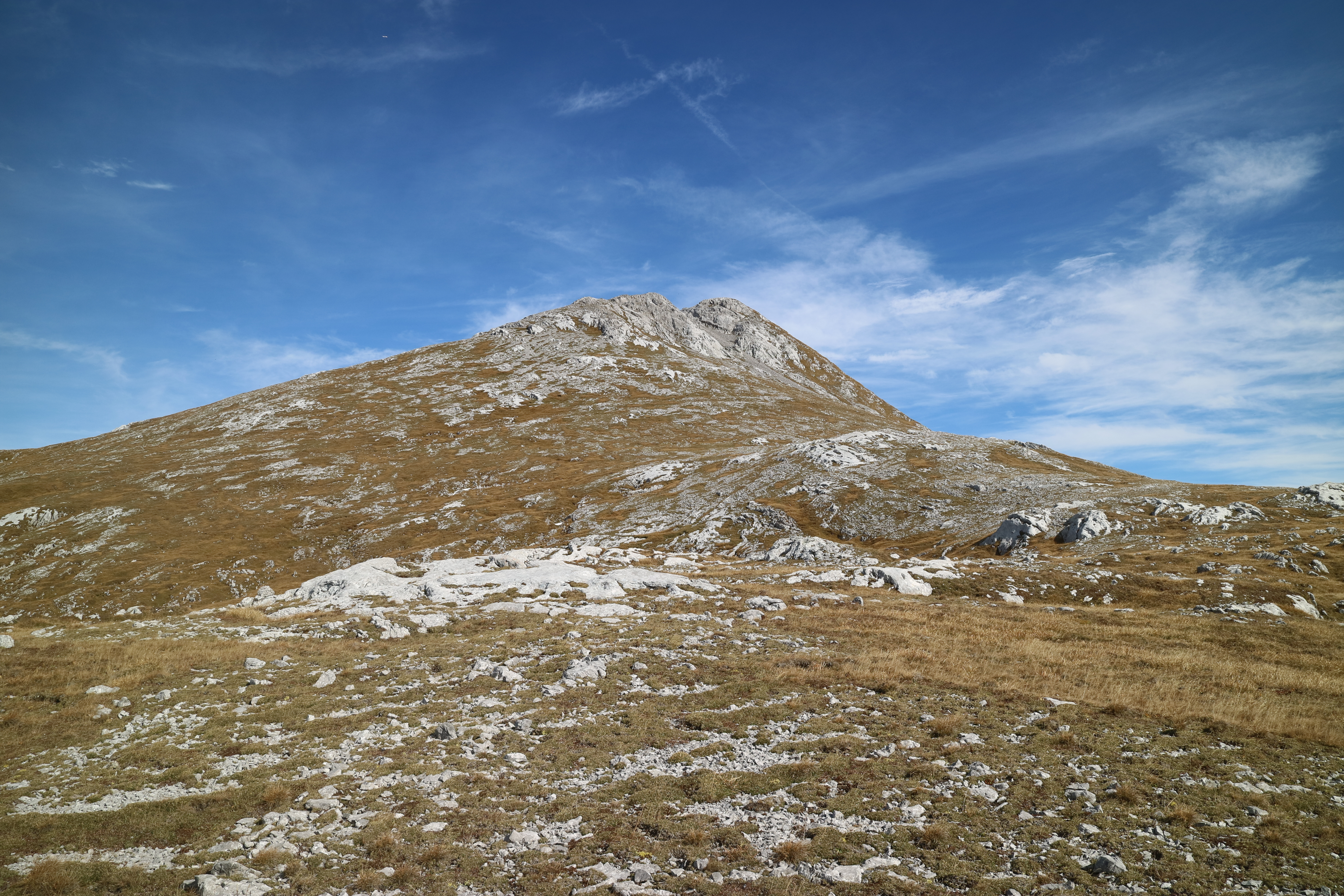

47°36′26″N 15°09′27″E / 47.6072687°N 15.1574064°E
卡爾霍赫科格爾山（德語：Karlhochkogel），是奧地利的山峰，位於該國東南部，由施泰爾馬克州負責管轄，屬於上施瓦布山脈的一部分，距離霍赫施瓦布山1.4公里，海拔高度2,096米，每年平均降雨量1,594毫米。